# Combienbar River
Der Combienbar River ist ein Fluss im östlichen Gippsland im Osten des australischen Bundesstaates Victoria.
Der Fluss entspringt unterhalb Three Sisters in einer Höhe von 853 Meter über Meer und ist der linke Quellfluss des Bemm River, in den er bei Boulder Flat mündet.
Auf seinem Weg durchquert er die Kleinstadt Combienbar.